# اعتراف الولايات المتحدة بالإبادة الجماعية للأرمن
إن القرار على سجل الولايات المتحدة بشأن الإبادة الجماعية للأرمن (قرار مجلس النواب رقم 296) والقرار الذي يعبر عن شعور مجلس الشيوخ بأن من سياسة الولايات المتحدة إحياء ذكرى الإبادة الجماعية للأرمن من خلال الاعتراف الرسمي وإحياء الذكرى (قرار مجلس الشيوخ 150) الصادرة عام 2019 هي قرارات تاريخية للكونغرس تؤكد رسميًا الاعتراف وتحدد السياسة الأمريكية بشأن الإبادة الجماعية للأرمن، وهي الإبادة الجماعية المنهجية لـ1،5 مليون أرمني على يد الأتراك العثمانيين في الفترة من 1915 إلى 1923. أقر مجلس النواب الأمريكي قرار مجلس النواب رقم 296 في 29 أكتوبر 2019 بأغلبية 405 صوتًا مقابل 11 صوتًا، مؤكدًا أن السياسة الرسمية للولايات المتحدة هي الاحتفال بذكرى الإبادة الجماعية للأرمن والاعتراف بها، ورفض ارتباط حكومة الولايات المتحدة بجميع أشكال إنكارها، وتعزيز التعليم العام للإبادة الجماعية للأرمن. إن قرار مجلس الشيوخ 150 هو قرار تاريخي مماثل أقره مجلس الشيوخ الأمريكي في 12 ديسمبر 2019 بالإجماع. مع تمرير هذين القرارين، تعترف الولايات المتحدة رسميًا بالإبادة الجماعية للأرمن بعد عقود من جهود الاعتراف من قبل الجماعات الأرمينية الأمريكية والجمعية الدولية لعلماء الإبادة الجماعية، والمعارضة الشرسة من قبل قوى الإنكار والتنقيح التاريخي التي تمثل تركيا على المسرح العالمي. من المهم أن نلاحظ أن هذه ليست المرة الأولى التي تعترف فيها الولايات المتحدة بالإبادة الجماعية، فقد تم الاعتراف بمثل هذه الاعترافات في عام 1951 و1984، ومن قبل الرئيس رونالد ريغان في خطاب عام 1981 الذي تناول الجرائم ضد الإنسانية. وبسبب معارضة تركيا الشديدة وتحذيراتها من أن تمرير مثل هذا القرار سيضر بالعلاقات الأمريكية التركية، اختارت الولايات المتحدة لعقود عدم استعداء حليفتها في الشرق الأوسط من خلال تجنب استخدام مصطلح «الإبادة الجماعية» لوصف إبادة الشعب الأرمني.
جرت العديد من المحاولات السابقة في العقود السابقة لتحديد السياسة الأمريكية الرسمية بشأن الإبادة الجماعية. كانت المحاولة الملحوظة في إجراء مماثل هي قرار مجلس النواب رقم 106، الذي تم تقديمه من قبل آدم شيف في 30 يناير 2007، خلال كونغرس الولايات المتحدة الـ110. أقر القرار لجنة العلاقات الخارجية بمجلس النواب بأغلبية 27 - 21 صوتًا، لكنه لم يصل إلى مجلس النواب.
في 24 أبريل 2021، يوم تذكار الإبادة الجماعية للأرمن، أشار الرئيس جو بايدن إلى الأحداث على أنها «إبادة جماعية» في بيان صادر عن البيت الأبيض.

## قرار عام 2007
إن تأكيد سجل الولايات المتحدة بشأن قرار الإبادة الجماعية للأرمن يدعو الرئيس إلى التأكد من أن السياسة الخارجية للولايات المتحدة تعكس الفهم المناسب والحساسية فيما يتعلق بالقضايا المتعلقة بحقوق الإنسان والتطهير العرقي والإبادة الجماعية الموثقة في سجل الولايات المتحدة المتعلقة بالإبادة الجماعية للأرمن وعواقب الفشل في تحقيق حل عادل وفي رسالة الرئيس السنوية لإحياء ذكرى الإبادة الجماعية للأرمن لوصف الإبادة المنهجية والمتعمدة لـ1،5 مليون أرمني بأنها إبادة جماعية، وتذكر التاريخ الفخور للتدخل الأمريكي في معارضة الإبادة الجماعية للأرمن.
عند تقديم القرار، تم إحالته إلى لجنة الشؤون الخارجية بمجلس النواب بالولايات المتحدة حيث حصل على 27 صوتًا مقابل 21 وأُعيد للتصويت بالكامل. وفي 26 أكتوبر 2007، في رسالة موجهة إلى رئيسة مجلس النواب نانسي بيلوسي، طَلب أربعة من الرعاة الرئيسيين لمشروع القانون مناقشة مشروع القانون في مجلس النواب بالكامل. لم يتم تقديم القرار إلى أرضية المجلس بسبب ضغط تركيا. وفي 29 أكتوبر 2019، أقر مجلس النواب الكامل القرار أخيرًا بأغلبية 405 صوتًا مقابل 11 صوتًا.

### مقدمة القرار
في 11 أكتوبر 2007، وفيما يتعلق بالقرار المقترح رقم 106 لمجلس النواب الأمريكي، قالت رئيسة مجلس النواب بالولايات المتحدة نانسي بيلوسي إن هذا الإجراء سيطرح للتصويت لأنه «ومع أن ذلك ربما كان منذ فترة طويلة، فإن الإبادة الجماعية تحصل الآن في دارفور، وقد حدث ذلك في ظل الذاكرة الحديثة في رواندا، وطالما هناك إبادة جماعية، هناك حاجة إلى التحدث ضدها.» ومع ذلك، فقد اضطرت لاحقًا إلى التراجع عن تعهدها بتقديم الإجراء للتصويت بسبب الدعم المتناقص لهذا القرار، لأن الكثيرين يعتقدون أن «غضب تركيا سيعرقل الجهود في العراق». تضمنت نسخة القرار لعام 2015 مشاركة 212 في تقديم المشروع، مقارنة بـ236 من المشاركين في تقديمه، وكان ذلك في أوائل عام 2007.

### الرعاة المشاركون
واعتبارًا من تلك الفترة بما في ذلك الجمهوري شيف، فالقرار لديه 215 من مقدمي مشروع القرار.
لقد انسحب ما لا يقل عن 11 ممثلًا كرعاة منذ 15 أكتوبر 2007 وكان عدد المشاركين أقل من غالبية أعضاء المجلس.

### المعارضة
عارضت الجمهورية التركية مشروع القانون، وكذلك إدارة الرئيس الأمريكي السابق جورج دبليو بوش. لقد حثت وزيرة الخارجية الأمريكية كوندوليزا رايس المشرعين الأمريكيين على التخلي عن القرار وقالت: «ما زلت أعتقد أن مرور.. قرار الإبادة الجماعية للأرمن سيضر بشدة بعلاقاتنا مع تركيا». بينما صرح الرئيس الأمريكي باراك أوباما حين كان مرشحًا، أنه «يقف مع الجالية الأمريكية الأرمنية في الدعوة إلى اعتراف تركيا بالإبادة الجماعية للأرمن»، لكن وزيرة خارجيته هيلاري كلينتون أكدت لتركيا أن البيت الأبيض يعارض القرار.
وقع ثمانية وزراء سابقون للولايات المتحدة، من الجمهوريين والديمقراطيين، على عريضة تطالب بالامتناع عن إصدار هذا القرار.
لقد صوت غريغوري ميكس، الممثل الديمقراطي من نيويورك في لجنة الشؤون الخارجية بمجلس النواب بالولايات المتحدة، ضد القرار، بحجة أنه يجب على الكونغرس التركيز على إخفاقات تاريخ الولايات المتحدة، مثل العبودية أو قتل الأمريكيين الأصليين، قبل أن تبدأ في إدانة تاريخ البلدان الأخرى، وقال: «لقد فشلنا في القيام بما نطلب من الآخرين القيام به... يجب علينا تنظيف منزلنا.»

صرح زبغنيو بريجينسكي، مستشار الأمن القومي الأمريكي السابق، في مقابلة مع شبكة سي إن إن: 
 فيما يتعلق بالقرار، لم أدرك أبدًا أن مجلس النواب كان نوعًا من أكاديمية التعلم التي تصدر الحكم على الأحداث التاريخية. التاريخ مليء بالجرائم الفظيعة، وليس هناك شك في أن العديد من الأرمن قد ذبحوا في الحرب العالمية الأولى. لكن ما إذا كان ينبغي على مجلس النواب أن يصدر قرارات بشأن ما إذا كان ينبغي تصنيف ذلك على أنه إبادة جماعية أو مجزرة ضخمة، فأنا لا أعتقد أنه من أعماله. لا علاقة له بسن القوانين، وكيفية إدارة الولايات المتحدة. هذا هو المكان الذي أنشأ فيه مجلس النواب. 
 عبر كاتب العمود تشارلز كروثامر عن وجهة نظر مماثلة، حيث قال «بشكل لا لبس فيه» أن الإبادة الجماعية للأرمن قد حدثت، ولكن «بشكل لا لبس فيه» أن «مجلس النواب الأمريكي [لا ينبغي] أن يعبر عن نفسه في هذا الآن». كراوثامر قال أيضًا 
 لقد صرح حتى ميسروب مطفيان، بطريرك الجالية الأرمنية في تركيا، بأن مجتمعه يعارض القرار، واصفًا إياه بأنه نتيجة للسياسة الأمريكية الداخلية. 
 صرح الرئيس الأمريكي السابق جيمي كارتر في مقابلة مع شبكة سي إن إن: «أعتقد أنني لو كنت في الكونغرس فلن أصوت لصالحه».
كما تلقى القرار ردود فعل سلبية في وسائل الإعلام. عبر كاتب العمود في ريتشموند تايمز ديسباتش عن دهشته من أن «الكونغرس الذي كان يفتقر تاريخيًا إلى العمود الفقري أو القلب لمعالجة أبشع تركات الأمة بطريقة ذات مغزى يوجه اللوم إلى تركيا». ونقلت الصحيفة عن روبرت جيه. ميلر، الأستاذ بكلية لويس وكلارك للقانون في بورتلاند بولاية أوريغون، الذي وصف القرار بأنه «لا يمكن تصديقه» أن الكونغرس يشير بأصابعه إلى مكان آخر بينما يتجاهل تاريخ الولايات المتحدة من الاستعباد الأسود وتدمير وتشريد الهنود.

### جمهورية تركيا
صرح السفير التركي نبي شنوي: «[الإبادة الجماعية] هي أكبر اتهام من الجميع ضد الإنسانية.... لا يمكنك أن تتوقع أن تقبل أي دولة هذا النوع من العلامات».
وفقا لصحيفة واشنطن بوست، فإن تركيا من أجل هزيمة مبادرة القرار «تنفق أكثر من 300,000 دولار شهريًا على المتخصصين في الاتصالات وجماعات الضغط رفيعة المستوى، بما في ذلك عضو الكونغرس السابق بوب ليفينغستون».

في 11 أكتوبر 2007، صرح جوندوز أكتان، عضو وفد البرلمانيين الأتراك، الذين كانوا في واشنطن للاحتجاج على القرار، بما يلي: 
 ما كان يزعجني بالأمس هو أن هؤلاء (ممثلي الولايات المتحدة) الذين كانوا يدعمون القضية التركية، 21 منهم، قالوا بصوت عال وواضح أن أحداث 1915 كانت بمثابة إبادة جماعية. مع هذه الحقيقة، وبسبب الأهمية الاستراتيجية لتركيا، وبسبب المصلحة الوطنية للولايات المتحدة، فإنهم يصوتون لا. كان هذا لا يطاق. 

### الشتات الأرمني
وفقًا لمجلة نيوزويك: 

### تعليقات من روسيا
«إن قرار الإبادة الجماعية للأرمن هو اختبار مناسب للديمقراطية الأمريكية. صرح قنسطنطين زاتولين، عضو مجلس الدوما الروسي، في مؤتمر صحفي في يريفان في 21 أكتوبر 2007 بأنه سيكشف أولويات الولايات المتحدة - فإما علاقات جيدة مع تركيا أو الحقيقة التاريخية».

## محاولات سابقة
أثناء حملته الانتخابية الرئاسية في عام 2008، وعد باراك أوباما بالاعتراف بالإبادة الجماعية للأرمن. ومع ذلك، رفض أوباما وصف أحداث عام 1915 بأنها «إبادة جماعية» طوال فترة رئاسته.

## قرار 2019
في 8 أبريل 2019، قدم النائبان آدم شيف وجوس بيليراكيس قرارًا في مجلس النواب إلى جانب مع ممثلين ديمقراطيين وجمهوريين آخرين من شأنه أن يجعل من سياسة الولايات المتحدة الاعتراف بالإبادة الجماعية للأرمن، ورفض إنكارها، وتثقيف الجمهور عن موضوع الإبادة الجماعية. في اليوم التالي، قدم السناتور بوب مينينديز وتيد كروز قرارًا مشابهًا في مجلس الشيوخ مع 14 راعٍ آخر، بما في ذلك الزعيم الديمقراطي تشاك شومر. في 29 أكتوبر 2019، صوت مجلس النواب بأغلبية 405 صوتًا مقابل 11 صوتًا للاعتراف بالإبادة الجماعية للأرمن. بعد بضعة أشهر، في 12 ديسمبر، أصدر مجلس الشيوخ قرارًا مشابهًا بالإجماع. ومع اعتراف الكونغرس، رفضت إدارة دونالد ترامب القرارات، حيث قالت المتحدث باسم وزارة الخارجية الأمريكية باسم وزارة الخارجية الأمريكية مورغان أورتاغوس، «لم يتغير موقف الإدارة».

## الإعتراف الرئاسي الأمريكي 2021
في 23 أبريل 2021، أفيد أن الرئيس جو بايدن سيعلن رسميًا الاعتراف بالإبادة الجماعية للأرمن في اليوم التالي. في 24 أبريل 2021، يوم يوم تذكار الإبادة الجماعية للأرمن، أشار الرئيس جو بايدن إلى الأحداث على أنها «إبادة جماعية» في بيان صادر عن البيت الأبيض.

## روابط خارجية
- مقتل أمة بقلم هنري مورغنثاو الأب.
- تاريخ الإبادة الجماعية للأرمن
- المئوية الإبادة الجماعية للأرمن